# Partito Comunista della Nigeria
Il Partito Comunista della Nigeria (in inglese Communist Party of Nigeria) è un Partito politico d'ideologia comunista attualmente attivo in Nigeria. Il partito è stato fondato nel 1960 nella città di Kano, per la maggior parte da membri del Congresso della Gioventù Nigeriana. Inizialmente il partito prendeva ispirazione dal Partito Comunista di Gran Bretagna. Ciò nonostante, la costituzione adottata dal partito è basata sulla costituzione del 1945 del Partito Comunista Cinese.
Ciò nonostante, il partito è rimasto relativamente isolato nelle relazioni internazionali, non avendo contatti né col Partito Comunista dell'Unione Sovietica né col Partito Comunista Cinese. Quando il Partito Socialista degli Operai e dei Contadini della Nigeria è stato fondato nel 1963, il partito comunista ha denunciato questo atto come "un tentativo opportunista ed egoista che ha contribuito a rovinare il movimento socialista in Nigeria".
Il Partito Comunista della Nigeria è stato messo fuorilegge con il decreto 34 dal regime del generale Johnson Aguiyi-Ironsi nel 1966.